# Llallagua (plaats)
Llallagua is de hoofdstad van de gelijknamige gemeente in de provincie Rafael Bustillo in het departement Potosí in Bolivia.

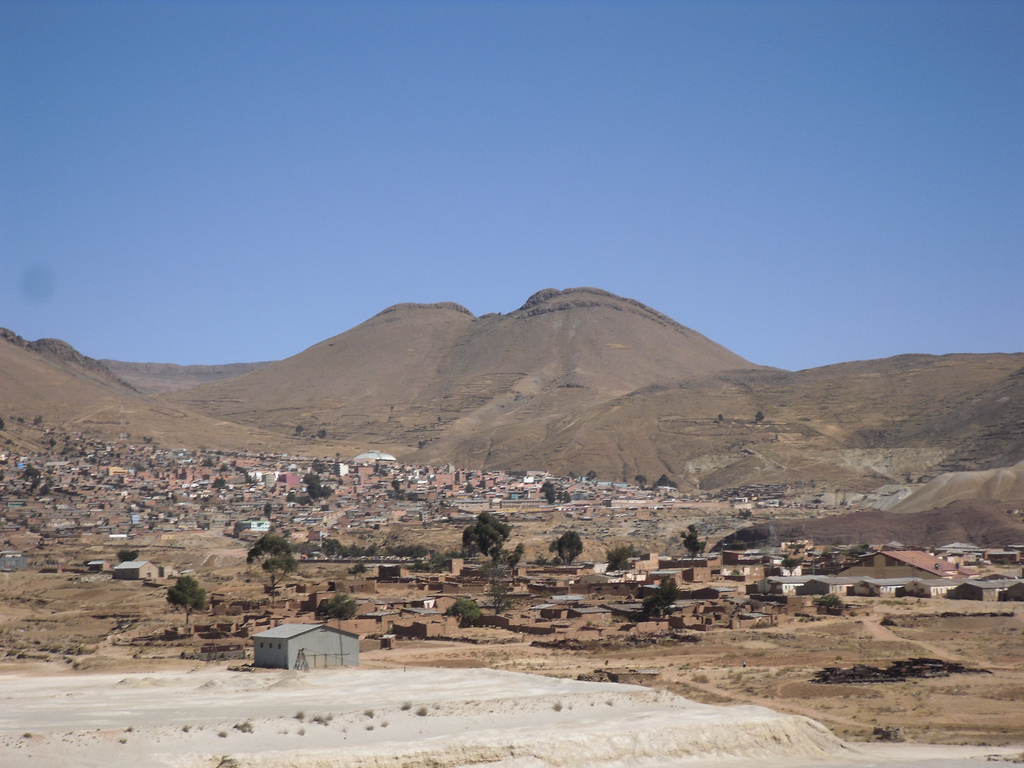
Llallagua